# Janusz Szymborski
Janusz Szymborski (ur. 8 listopada 1945 w Ostródzie) – polski lekarz i polityk, poseł na Sejm IX i X kadencji, były dyrektor Instytutu Matki i Dziecka.

## Życiorys
Ukończył w 1969 studia na Akademii Medycznej we Wrocławiu. Uzyskiwał później stopnie naukowe doktora i doktora habilitowanego nauk medycznych, a 16 grudnia 1996 otrzymał tytuł profesora nauk medycznych. Specjalizował się w zakresie pediatrii.
W latach 1969–1979 w Klinice Nefrologii Dziecięcej jako stażysta, asystent i adiunkt. W 1979 został dyrektorem i ordynatorem oddziału w Specjalistycznym Zespole Opieki Zdrowotnej nad Matką i Dzieckiem w Wałbrzychu. Pracował także w Wyższej Szkole Humanistycznej im. Aleksandra Gieysztora w Pułtusku, Instytucie Matki i Dziecka oraz Państwowym Zakładzie Higieny, a także Wszechnicy Polskiej Szkole Wyższej w Warszawie. Członek Zarządu Głównego Towarzystwa Rozwoju Rodziny, Związku Zawodowego Pracowników Służby Zdrowia (1969–1980) i NSZZ Pracowników Służby Zdrowia (od 1982), a także Polskiego Towarzystwa Pediatrycznego oraz Polskiego Towarzystwa Lekarskiego. Od 1996 do 2001 był dyrektorem Instytutu Matki i Dziecka.
W 1975 wstąpił do Polskiej Zjednoczonej Partii Robotniczej, do której należał do rozwiązania. W 1985 i 1989 z jej ramienia został posłem na Sejm PRL IX i X kadencji z okręgu Wałbrzych. W trakcie IX kadencji zasiadał w Komisji Polityki Społecznej, Zdrowia i Kultury Fizycznej oraz Komisji Nadzwyczajnej do kontroli wdrażania programu realizacyjnego drugiego etapu reformy gospodarczej, a w trakcie X kadencji pracował w Komisji Zdrowia. Na koniec kadencji pozostał niezrzeszony.

## Odznaczenia
- Krzyż Oficerski Orderu Odrodzenia Polski (1998)[1]
- Krzyż Kawalerski Orderu Odrodzenia Polski (1989)[2]
- Srebrny Krzyż Zasługi
- Odznaka honorowa „Za wzorową pracę w służbie zdrowia”